# Rachida Dati
Rachida Dati (nascida em Saint-Rémy, Saône-et-Loire, 27 de novembro de 1965) é uma política francesa, que foi ministra da Justiça de 18 de maio de 2007 a 23 de junho de 2010, durante a gestão do primeiro-ministro François Fillon e do presidente Nicolas Sarkozy.

## Biografia
Filha de pai marroquino, chamado Mbarek, e mãe argelina, chamada Fatima-Zohra, é a segunda de uma família de doze filhos, com oito irmãs e quatro irmãos. Possui tripla nacionalidade: francesa, marroquina e argelina, mas costuma declarar que é uma "francesa de origem francesa".
Cresceu e estudou em um bairro muito pobre chamado Saint-Jean, perto de Chalon-sur-Saône. Rachida começou a trabalhar aos catorze anos como entregadora de folhetos e depois como vendedora em um supermercado. Dos dezesseis aos dezoito anos, trabalhou como paramédica, prestando serviço de cuidados com idosos.

## Carreira
Em 1987 voltou a estudar, graduando-se em administração de empresas. Passou, assim, a trabalhar em várias empresas, chegando a atuar um ano em Londres.
Depois de alguns anos trabalhando no setor de gestão de empresas, decide estudar Direito no Colegio Nacional de Direito Francês, onde também se graduou como o título de magistrada. Consegue trabalhar logo como fiscal em um tribunal na cidade de Bobigny, localidade próxima a Paris e, posteriormente, em outro tribunal da cidade de Évry.
Em 2002, conheceu Nicolas Sarkozy, então Ministro do Interior da França, e trabalhou com ele em um projeto de prevenção à delinquência. Em dezembro de 2006, uniu-se ao partido União por um Movimento Popular (UMP), o partido de Sarkozy. Apesar de não ter muita experiência política, Rachida foi eleita porta-voz da campanha de Sarkozy durante as eleições gerais na França.
Pouco depois da vitória de Sarkozy nas eleições, este a nomeou ministra da Justiça, o que a tornou a primeira pessoa de origem magrebe a dirigir um ministério do governo francês.
Em 2016, foi selecionada pela BBC como uma das 100 Mulheres mais importantes do ano.